# Weiler (Austria)
Weiler – gmina w Austrii, w kraju związkowym Vorarlberg, w powiecie Feldkirch. Według Austriackiego Urzędu Statystycznego liczyła 2070 mieszkańców (1 stycznia 2015).